# Bonne Madone
Bonne Madone est un ancien village fransaskois fondée en 1902, dans la municipalité rurale de Hoodoo N° 401 (en) dans la province de la Saskatchewan (Canada).

## L'histoire
Le lieu où se trouve Bonne Madone fut octroyé par le gouvernement fédéral à des colons français, dont le principal contingent arriva en 1902, originaire du Dauphiné et de la Franche-Comté, dirigé par les pères Laurent Voisin et Jean Garnier. Un couvent dirigé par les Sœurs de la Providence a été créé en 1905.
Une école y a été construite en 1908, et la chapelle du village a été construite pour la première fois en 1910. Plus tard dans la décennie, une église en bois fut construite. Cette dernière brûla en 1918, mais a été reconstruite en 1920. Une station de la Police montée du Nord-Ouest et un bureau de Poste ont également été construits dans ce village. Le bureau de poste cessa ses activités en 1963.
C'était une communauté active dans les années 1920 et 1930, mais sa population a diminué dans les décennies suivantes.